# Somewhere Else (Razorlight)
Somewhere Else is een nummer van de Britse indierockband Razorlight uit 2005. Het is de zesde en laatste single van hun debuutalbum Up All Night.
"Somewhere Else" leverde Razorlight een grote hit op in thuisland het Verenigd Koninkrijk. Het bereikte daar de 2e positie. Ook in Ierland werd het nummer een hit. Het succes bleef echter beperkt tot de Britse eilanden; in het Nederlandse taalgebied deed de plaat niets in de hitlijsten.

## Tracklijst
UK 7-inch vinyl
A. "Somewhere Else"
B. "Dub the Right Profile"
UK CD single
1. "Somewhere Else"
2. "Keep the Right Profile"

UK enhanced CD single
1. "Somewhere Else"
2. "Hang By, Hang By"
3. "Up All Night" (live in California)